# Онгимус
Онгимус — озеро на территории Ведлозерского сельского поселения Пряжинского района Республики Карелия.

## Общие сведения
Площадь озера — 1,7 км². Располагается на высоте 64,2 метров над уровнем моря.
Форма озера продолговатая: вытянуто с севера на юг. Берега каменисто-песчаные.
В северную оконечность озера втекает ручей из озера Гаппамус. Из южной оконечности озера вытекает ручей, впадающий в озеро Пертъярви, откуда берёт начало река Новзема, впадающая в Видлицу.
К северной оконечности озера подходит просёлочная дорога.
Населённые пункты возле озера отсутствуют. Ближайший — деревня Койвусельга — расположен в 6,5 км к востоку от озера.
Код объекта в государственном водном реестре — 01040300211102000014541.